# باري سوبيل
باري سوبيل (بالإنجليزية: Barry Sobel)‏ هو ممثل أمريكي، ولد في 11 يوليو 1964 بنيويورك في الولايات المتحدة.

## وصلات خارجية
- باري سوبيل على موقع IMDb (الإنجليزية)
- باري سوبيل على موقع قاعدة بيانات الفيلم (الإنجليزية)